# 戸田敏子
戸田 敏子（とだ としこ、1922年〈大正11年〉5月10日 - 2015年〈平成27年〉9月24日）は、日本の声楽家（メゾソプラノ、アルト）、オペラ歌手、音楽教育者。東京藝術大学名誉教授。

## 人物・来歴
東京府出身。1943年（昭和18年）東京音楽学校（現：東京藝術大学）を総代で卒業。
1943年11月13日に東京音楽学校の奏楽堂で開催された第149回報国団出陣学徒壮行演奏会で、村野弘二の繰り上げ卒業時に発表されたオペラ『白狐』第二幕のアリア「こるはの獨唱」（作詞：岡倉天心 ピアノ伴奏：高橋美代子）を歌う。その後、同級生の畑中良輔とともに村野作品のレコード吹込みを行い、戸田は「こるはの獨唱」（ピアノ伴奏：高橋美代子）と、歌曲『重たげの夢』（作詞：三好達治 ピアノ伴奏：村野弘二 チェロ伴奏：井上みどり）を歌った。この音源は現存している。
実質的な音楽活動は1954年（昭和29年）以降からみられる。オペラ歌手としては、ワーグナーの日本初演をはじめとする戦後のオペラ史を代表する数々の大作オペラに参加し、重要な役割を果たした。
コンサートでは、宗教曲や『第九』など、第一線のオーケストラ、指揮者と共演を数多く務め、戦後の日本を代表するメゾソプラノ・アルト歌手として、幅広い分野の楽曲で活躍した。
歌曲の分野でもドイツリートや日本歌曲を得意としたが、広範な分野の曲を手掛けるとともに、多くのリサイタルを開催した。
テレビ出演も数多く、大衆的な人気と知名度も有していた。
1976年（昭和51年）以降は東京藝術大学教授として数多くの後進の育成に注力するとともに、楽界活動に専心した。元二期会理事長。死去する半年前まで二期会ドイツリート研究会において現役の講師を務めていた。
2015年（平成27年）9月24日、脳梗塞のため東京都内の病院で死去。93歳没。喪主は妹のあや子。同年12月28日に門下生による「戸田敏子先生を偲ぶ会」が開催された。

## オペラ
- 1954年（昭和29年）4月5日 東京フィルハーモニー交響樂團第10(23)回定期演奏会 ラヴェル『子供と呪文』とんぼ（柴田敏子名義）[9]
- 1957年（昭和32年）12月 - 1958年1月 二期会 プッチーニ『蝶々夫人』スズキ[10]
- 1958年（昭和33年）11月 - 12月 文化庁芸術祭 ドビュッシー『ペレアスとメリザンド』（指揮：ジャン・フルネ）ジュヌヴィエーヴ[11]
- 1959年（昭和34年）11月 東京芸術祭 オネゲル『火刑台上のジャンヌ・ダルク』（日本初演）カテリーヌ[12]
- 1959年（昭和34年）11月 青年グループ ニコライ『ウィンザーの陽気な女房たち』ライヒ夫人[13]
- 1960年（昭和35年）11月 東京芸術祭 ワーグナー『ニュルンベルクのマイスタージンガー』（日本初演）マグダレーネ[14]
- 1962年（昭和37年）5月 - 6月 二期会 ブリテン『真夏の夜の夢』オベロン[15]
- 1967年（昭和42年）3月 - 4月 日生劇場・二期会提携公演 ヘンデル『ジュリアス・シーザー（ジューリオ・チェーザレ）』タイトル・ロール[16]
- 1969年（昭和44年）1月 - 2月 二期会 ワーグナー『ラインの黄金』（日本初演）エルダ[17]
- 1972年（昭和47年）9月 二期会 モーツァルト『フィガロの結婚』マルチェリーナ[18]
- 1975年（昭和50年）2月 二期会 ヨハン・シュトラウス2世『こうもり』オルロフスキー侯[19]
- 1976年（昭和51年）6月 二期会 ムソルグスキー『ボリス・ゴドゥノフ』クセーニャの乳母[20] など

## 主なコンサート
現認できたもののみを記した。
- 1955年（昭和30年）12月2日第1回東京大学OB合唱団演奏会の独唱（柴田敏子名義）[21][22]
- 1960年（昭和35年）12月20日 日比谷公会堂 21日 神奈川県立音楽堂 ヘンデル『メサイア』ソロ（指揮：渡辺暁雄 ソプラノ：関種子 アルト：戸田敏子 テノール：柴田睦陸 バス：中山悌一）[23]
- 1962年（昭和37年）12月4日、5日 東京交響楽団 ベートーヴェン『第九』（指揮：アレクサンダー・パウルミュラー ソプラノ：伊藤京子 アルト：戸田敏子 テノール：森敏孝 バリトン：中山悌一）[24]
- 1962年（昭和37年）12月22日 文京公会堂（現：文京シビックホール）立教大学『メサイア』ソロ（指揮：金子登 ソプラノ：三宅春恵 アルト：戸田敏子 テノール：中村健 バリトン：平野忠彦 チェンバロ：山田貢）[25]
- 1966年（昭和41年）東京文化会館大ホール NHK交響楽団 ベルリオーズ 劇的交響曲『ロメオとジュリエット』ソロ（指揮：若杉弘 アルト：戸田敏子 テノール：中村健 バス：高橋修一 東京混声合唱団 二期会合唱団 日本合唱協会）[26]
- 1967年（昭和42年）東京文化会館大ホール NHK交響楽団 モンテヴェルディ『聖母のための夕べの祈り』ソロ（指揮：ロヴロ・フォン・マタチッチ ソプラノ：片野坂栄子 中村邦子 アルト：戸田敏子 テノール：藤沼昭彦 中村健 バリトン：大橋国一 バス：高橋修一 合唱指揮：木下保 合唱：東京混声合唱団 二期会合唱団 日本合唱協会 東京少年少女合唱隊）[27]
- 1969年（昭和44年）12月18日 東京文化会館大ホール 日本フィルハーモニー交響楽団 ベートーヴェン『ミサ・ソレムニス』ソロ（指揮：小澤征爾 ソプラノ：伊藤京子 アルト：戸田敏子 テノール：藤沼昭彦 バリトン：芳野靖夫）[28]
- 1974年（昭和49年）12月26日、27日 新星日本交響楽団 ベートーヴェン『第九』（指揮：山田一雄 ソプラノ：中沢桂 アルト：戸田敏子 テノール：砂川稔 バリトン：栗林義信）[29]
- 1986年（昭和61年）12月22日 サントリーホール大ホール 立教大学『メサイア』ソロ（指揮：金子登 ソプラノ：中村邦子 アルト：戸田敏子 テノール：中村健 バリトン：平野忠彦 チェンバロ：山田貢）[30] など

## 主なリサイタル
現認できたもののみを記した。
- 1966年（昭和41年）9月30日 共立講堂における初の二期会ゴールデンコンサートに伊藤京子、滝沢三重子、三宅春惠、川崎静子、栗本尊子、岡部多喜子、松内和子、荒木宏明、柴田睦陸、高田信男、中村健、布施隆治、栗本正、立川清登、中山悌一、畑中良輔等とともに第一線の歌手の一人として出演[31]
- 1967年（昭和42年）戸田敏子独唱会[32] など

## 音楽教育者として
門下生には伊原直子、鮫島有美子、松井康司をはじめ、河野典子、大橋ゆり、小川明子、九嶋香奈枝、天羽明惠、小林晴美、中屋早紀子、安井耕一、人見共、下村洋子、石井美榮子、福田靖子、山内みどり、菅家奈津子、横尾佳子、後藤ちしを、中田順子、小田切美香、田中旭子、渡邉芙美子、酒井紀子、上杉清仁、鈴木千賀子、神田沙央理、みどり・オルトナー、山田英津子、山倉麻、柏木博子、桑田葉子、白川部尚子、日比野景などがいる。
死去した年の2015年（平成27年）3月22日まで二期会ドイツリート研究会において現役の講師を務めており、北村さおり、佐藤信子、中谷美恵子、高橋節子、杉下友季子、稲葉美和子、二見忍、近藤悦子、横山一恵、谷真希、池野博子、佐藤信子、内藤明美、刀根敬子などが指導を受けていた。

## 家族
- 兄は外交官・作曲家の戸田邦雄
- 作曲家・音楽評論家・音楽学者の柴田南雄の最初の妻[67][68][69]

## 受章歴
- 1993年（平成5年）勲三等瑞宝章[7]

## ディスコグラフィー
- 世界の音楽 4 ベートーベン 有坂愛彦（ほか）編（小学館 1966）交響曲第9番ニ短調『合唱』第4楽章 指揮：渡辺暁雄 日本フィルハーモニー交響楽団 独唱：斉藤江美子 戸田敏子 森敏孝 川村英司[70]
- CD2枚組 冬のハルツの旅 戸田敏子”歌の心” KING RECORDS
- CD 決定版 世界の愛唱歌 オムニバス ビクターエンタテインメント
- CD6枚組 世界の愛唱歌ベストコレクション オムニバス ビクターエンタテインメント

## 掲載記事
- 芸術新潮6(12)（新潮社 1955-12）芸術界〝時の人〟 ル・コルビュジュ、文化動章の人々、根津美術館、森の歌、グラフィック55、ユトリロ、柴田敏子 アート寫眞版 発声のフオルムへ/柴田敏子[71]
- 音楽の友23(12)（音楽之友社 1965-12）アート・グラビア 中村健 三宅春恵 奥田智重子 中沢桂 川村英司 戸田敏子 平野忠彦 木村宏子 秋の演奏会たけなわ 音楽は世界のことば メリー・ポピンズ 音楽の裏方 長坂好子 あすなろ[70]
- 音楽の友24(2)（音楽之友社 1966-02）レコード・ライブラリー 私のきいた今月の新譜/大町陽一郎 吉田雅夫 堀伝 白井浩司 古沢淑子 青木十良 若杉弘 北爪利世 山田和男 藤田晴子 伊藤京子 戸田敏子[70]
- 音楽の友25(3)（音楽之友社 1967-03）カラー口絵・口絵・グラビア 戸田敏子[70]
- 音楽芸術25(9)（音楽之友社 1967-09）戸田敏子独唱会/岩井宏之[70]
- 音楽の友26(11)（音楽之友社 1968-10）声楽 現代日本の声楽家102人 築地利三郎・常森寿子・戸田敏子/岩井宏之 菅野浩和 辻井英世 中河原理 福原信夫 横溝亮一[70]
- 音楽の友29(4)（音楽之友社 1971-04）RECORD 私のきいた今月の新譜 音友推薦盤/深沢亮子 山田貢 富樫康 三瓶十郎 広瀬悦子 浅妻文樹 中野博詞 浜田徳昭 佐藤菊夫 中村邦子 戸田敏子 辻久子[70]

## 放送出演
NHKクロニクルによる。
- 1957年7月4日 NHKアナログ総合テレビ 音楽をどうぞ なつかしき愛の歌（モロイ作曲）、わが歌に翼ありせば（アーン作曲）
- 1957年12月17日 NHKアナログ総合テレビ しらべに寄せて ロンドンデリーの歌（アイルランド民謡）、なつかしき愛の歌（モロイ作曲）
- 1958年6月21日 NHKアナログ総合テレビ 学校放送『小学校高学年』「音楽教室」 －スペインの音楽－
- 1958年7月2日 NHKアナログ総合テレビ 学校放送『小学校高学年』「音楽教室」 －スペインの音楽－
- 1958年9月6日 NHKアナログ総合テレビ 朝のしらべ メゾ・ソプラノ独唱 戸田敏子 ピアノ伴奏 太田道子 時計台の鐘（高階哲夫作曲） 古径（大中恩作曲） しぐれに寄する抒情（大中恩作曲） アンニー・ローリー（スコット作曲） 古歌の思い出（クライスラー作曲）
- 1958年9月13日 NHKアナログ総合テレビ 朝のしらべ メゾ・ソプラノ独唱 戸田敏子 ピアノ伴奏 太田道子 この道（山田耕筰作曲） 中国地方の子守歌（山田耕筰作曲） 秘唱（平井康三郎作曲） 愛の花（ドイツ民謡） わが歌に翼ありせば（アーン作曲） ロック・ローモンド（スコットランド民謡）
- 1958年9月20日 NHKアナログ総合テレビ 朝のしらべ メゾ・ソプラノ独唱 戸田敏子 ピアノ伴奏 太田道子 富士山見たら（橋本国彦作曲） 田植歌（橋本国彦作曲） なつかしいヴァージニアへ（ブランド作曲） 蒼い月（ローガン作曲） ロンドンデリーの歌（アイルランド民謡）
- 1958年9月27日 NHKアナログ総合テレビ 朝のしらべ メゾ・ソプラノ独唱 戸田敏子 ピアノ伴奏 太田道子 アヴェ・マリア（グノー作曲） ロザリー（ネヴィン作曲） 帰れソレントへ（クルティス作曲） 歌劇『ミニヨン』から（トーマ作曲）君よ知るや南の国
- 1959年6月4日 NHKアナログ総合テレビ しらべに寄せて『ロシア民謡をたずねて』 赤いサラファン（ワルラーモフ作曲） ロマンス（ロシア民謡）
- 1959年9月5日 NHKアナログ総合テレビ 朝のしらべ アルト独唱 戸田敏子 ピアノ伴奏 村上明美 アヴェ・マリア（グノー作曲） セレナード（トスティ作曲） なつかしき夏の歌（モロイ作曲） わが歌に翼ありせば（アーン作曲） さらばナポリよ（ナポリ民謡）
- 1959年9月12日 NHKアナログ総合テレビ 朝のしらべ アルト独唱 戸田敏子 ピアノ伴奏 村上明美 平城山（平井康三郎作曲） 富士山みたら（橋本国彦作曲） お菓子と娘（橋本国彦作曲） あざみの花（橋本国彦作曲） しぐれに寄する抒情（大中恩作曲） ねむの花（中田喜直作曲）
- 1959年9月19日 NHKアナログ総合テレビ 朝のしらべ アルト独唱 戸田敏子
- 1959年9月26日 NHKアナログ総合テレビ 朝のしらべ アルト独唱 戸田敏子 ピアノ伴奏 村上明美 この道（山田耕筰作曲） 唄（山田耕筰作曲） 曼珠沙華（山田耕筰作曲） 君よ知るや南の国（トーマ作曲）
- 1959年12月12日 NHKアナログ教育テレビ 音楽夜話『世界の歌めぐり』(5) －アメリカ－
- 1959年12月13日 NHKアナログ教育テレビ 芸術劇場 劇的オラトリオ『火刑台上のジャンヌ・ダルク』
- 1960年3月13日 NHKアナログ教育テレビ 芸術劇場 歌劇『ウインザーの陽気な女房達』
- 1960年12月31日 NHKアナログ教育テレビ 楽劇『ニュルンベルクの名歌手』
- 1961年1月21日 NHKアナログ教育テレビ 音楽夜話 1.『中世の音楽』(3) －楽譜と楽器の移りかわり－ 2.『音楽の話題』 －電子音楽を語る－ 重唱 アルト 戸田敏子
- 1961年3月25日 NHKアナログ教育テレビ 音楽夜話 1.『バッハ』(4) －バッハの世俗カンタータをめぐって－ 2.『音楽の話題』－放送文化賞をうけた野村光一氏－
- 1961年11月22日 NHKアナログ総合テレビ 夜のしらべ『ロシアのうた』 紅いサラファン 黒いひとみ ともしび
- 1962年7月8日 NHKアナログ教育テレビ 芸術劇場 歌劇『真夏の夜の夢』
- 1962年12月18日 NHKアナログ総合テレビ 歌は生きている『ボルガの舟歌』 赤いサラファン コサックの子守歌
- 1962年12月20日 NHKアナログ総合テレビ 歌は生きている（再放送）
- 1963年9月29日 NHKアナログ教育テレビ テレビリサイタル ペルゴレージ『悲しみの聖母』 ソプラノ 三宅春恵 メゾソプラノ 戸田敏子 東京少年合唱隊 東京少女合唱隊 オルガン 島田麗子 NHK室内管弦楽団 指揮 外山雄三
- 1964年1月5日 NHKアナログ教育テレビ 芸術劇場『ニュー・イヤー・オペラ・コンサート』 歌劇『オルフェウス』から エウリディケを失って グルック作曲 アルト独唱 戸田敏子
- 1964年2月21日 NHKアナログ教育テレビ 音楽の歴史『ロマン主義の音楽』(1) “こどもの情景”から トロイメライ シューマン作曲 “歌曲集作品48[73]”から 五月の夜 シューマン作曲 ほか アルト独唱 戸田敏子 ピアノ伴奏 木村潤二
- 1964年2月25日 NHKアナログ教育テレビ 音楽の歴史『ロマン主義の音楽』(1)（再放送）
- 1964年3月17日 NHKアナログ教育テレビ 音楽教室（小学校高学年）『希望音楽会』 戸田敏子 小島琢磨
- 1964年9月4日 NHKアナログ総合テレビ シャープさん フラットさん ゲスト戸田敏子 尾島勝敏司会アナウンサー
- 1964年10月11日 NHKアナログ教育テレビ テレビリサイタル カンタータ第78番から 二重唱“わが足どりは弱くとも”（三宅 戸田） カンタータ第33番から 詠唱“わが足どりはどんなに恐れよろめこうとも”（戸田） カンタータ第211番“おしゃべりしないで”（コーヒー・カンタータ）（三宅 石井 芳野） バッハ・ギルド 東京ゾリステン 指揮 若杉弘 ソプラノ 三宅春恵 アルト 戸田敏子 オルガン 小林道夫 テノール 石井昭彦 バス 芳野靖夫 フルート 吉田雅夫
- 1964年10月18日 NHKアナログ教育テレビ 音楽の歴史『ロシアの音楽』(1) 月はこうこうロシア民謡 赤いサラファン ワルラーモフ作曲 野上彰訳詩
- 1964年10月20日 NHKアナログ教育テレビ 音楽の歴史『ロシアの音楽』(1)（再放送）
- 1965年1月3日 NHKアナログ教育テレビ ニューイヤーオペラコンサート 歌劇『サムソンとデリラ』第2幕から“あなたの声に心は開く”サンサーンス作曲
- 1965年2月7日 NHKアナログ総合テレビ 夢のセレナード トゥー・ラヴ・アゲイン ペイル・ムーン 中国地方の子守唄
- 1965年5月4日 NHKアナログ教育テレビ バイオリンのおけいこ『練習曲（メリーさんの羊）』戸田敏子（お話）
- 1966年12月4日 NHKアナログ教育テレビ 芸術劇場 －ロマン・ロラン生誕百年祭記念演奏会－ 劇的交響曲『ロメオとジュリエット』ベルリオーズ作曲
- 1967年1月3日 NHKアナログ教育テレビ ニュー・イヤー・オペラコンサート 歌劇『オルフェウス』から“エウリディケを失って” グルック作曲 メゾ・ソプラノ 戸田敏子
- 1967年7月2日 芸術劇場 歌劇『ジュリアス・シーザー』ヘンデル作曲 －日生劇場で録画－
- 1967年12月17日 NHKアナログ教育テレビ NHK交響楽団演奏会『聖母のための夕べの祈り』モンテヴェルディ作曲
- 1968年1月3日 NHKアナログ教育テレビ ニューイヤー・オペラコンサート 歌劇『サムソンとデリラ』から サンサーンス作曲「愛よ、わたしに力を与えてくれ」
- 1968年3月20日 NHKアナログ教育テレビ NHK交響楽団演奏会『聖母のための夕べの祈り』モンテヴェルディ作曲（再放送）
- 1972年9月24日 NHKアナログ総合テレビ 芸術劇場 歌劇『フィガロの結婚』モーツァルト作曲（ハイライト） －東京文化会館で録画－
- 1975年5月4日 NHKアナログ教育テレビ NHK劇場 －二期会公演から－ 喜歌劇『こうもり』 ヨハン・シュトラウス作曲 －東京文化会館で録画－
- 1998年1月25日 NHK-FM 20世紀の名演奏 黒田恭一 －ロヴロ・フォン・マタチッチとNHK交響楽団－ 『聖母のための夕べの祈り』モンテヴェルディ作曲
- 2015年9月4日 NHK-FM N響 ザ・レジェンド 拡大版 没後30年 マタチッチ 伝説の名演 『聖母のための夕べの祈り』モンテヴェルディ作曲